# Marsz–3
A Marsz–3 a szovjet Marsz-program harmadik, sikeresen elinduló űrszondája. Egy leszállóegységet vitt magával a Marshoz, amely sikeresen leszállt a felszínre. A Marsz–3 ikerszondája a Marsz–2 volt, amelyet kevesebb mint másfél héttel korábban indítottak. A szondát az NPO Lavocskin fejlesztette ki és építette meg.

## Küldetés
A Marsz–3-at 1971. május 28-án indították egy Proton–K hordozórakétával. 1971. december 2-án megközelítette a Marsot, és szabadon engedte a leszállóegységet, amely először végzett sima leszállást a Mars felszínére, levegőfékezést és fékezőrakétát is használva. A felszínen csak 20 másodpercig volt kapcsolat vele, azután elnémult. A keringő egység pályára állt a Mars körül és sok adatot sugárzott a Földre.

## Műszerek
Az orbitális egység műszerparkját képezte:
- IR-radiométer – a 8-40 mikrométer tartományba eső infravörös kisugárzás mérésére
- IR-fotométer – a 2,06 mikrométeres infravörös szén-dioxid-elnyelési sáv erősségének mérésére
- fotométer a látható tartományra (400-700 nm) a felszín és a légkör igen szűk fénytartománybeli fényvisszaverő képességének mérésére
- páratartalom-mérő berendezés az 1,38 mikrométeres színképvonalban történő vízpáraelnyelés alapján
- rádióteleszkóp a felszín és a 30-50 centiméter vastag felszíni réteg rádiófényességi hőmérsékletének mérésére
- sokcsatornás UV-fotométer a felső légköri szórt ultraibolya sugárzás mérésére
- két fotókamera különböző fókuszú fényképezésre